# Breguet 1150 M Atlantic
Das von der Bundeswehr betriebene Flugzeugmuster BR 1150 M (Messversion) war die SIGINT-Version der BR 1150 Atlantic MPA. Die Aufgabenstellung und Ausrüstung unterschied sich wesentlich von der der MPA-Version. Sie diente der ELINT- und COMINT-Aufklärung aus der Luft. Die Ausrüstung kam aus den USA und die genaue Zusammenstellung wurde geheim gehalten, obwohl sich Aufgabenstellung und Einsatz seit dem Fall der Mauer wesentlich geändert hatten, bzw. weggefallen waren.

## Aufgabenstellung
Mit dem Bau der Mauer innerhalb Deutschlands ab 1962 und des eisernen Vorhanges durch den Ostblock bildete die Grenze zu DDR und Tschechoslowakei mit fast 2.000 km Länge – die Ostsee mitgerechnet – während des Kalten Krieges die Schnittstelle zwischen Ost und West. Aufgrund der Abschottung des Ostens beschränkte sich die Informationsgewinnung über militärische Vorgänge und Aktivitäten, besonders auch zur Vorwarnung sich anbahnender Konflikte, nunmehr weitgehend auf nicht zeitnahe, abbildende Aufklärung. Dazu wurde anfänglich das aufzuklärende Territorium mit Flugzeugen wie der Lockheed U-2 überflogen; später kamen Satelliten zum Einsatz, ergänzt durch Beobachtung und Überwachung über die Ländergrenzen hinweg. Die BRD baute zur elektronischen Aufklärung ein Überwachungssystem mit Aufklärungstürmen entlang des Eisernen Vorhanges auf, dessen Reichweite (Eindringtiefe) trotz der Lage auf Anhöhen und Bergen begrenzt war und nur die grenznahen Regionen des Interessengebietes abdecken konnte. Auf der Ostsee führten die Flottendienstboote analog diese in der Reichweite begrenzte Überwachung durch.
Mit der Verschärfung der weltpolitischen Lage und dem Aufkommen des Kalten Krieges in der Mitte der 1960er-Jahre strebten die NATO und Deutschland auf Drängen der USA an, die Reichweite ihrer Aufklärungssysteme zur Verbesserung der Vorwarnzeit in die Tiefe der DDR und darüber hinaus auszudehnen. Dieses konnte nur mit Empfängern und Sensoren in hochfliegenden Flugzeugen erreicht werden.

Im Gegenzug zur Modernisierung der vorhandenen und der Einführung neuer Waffensysteme durch die Staaten des Ostblocks war die NATO bemüht, im täglichen Betrieb wie auch bei Übungen und Manövern des Ostblocks die Arbeitsfrequenzen dessen Radar- und Feuerleitsysteme (ELINT), seiner Kommunikationssysteme (COMINT) und deren Sprach- und Befehlsinhalte zu erfassen, zu analysieren, zuzuordnen und in Datenbanken für die Einsatzunterstützung bei möglichen Konflikten zu speichern.

## Realisierung / Einsatz
Die relativ junge Bundesrepublik sah sich hier in der Pflicht, entnahm der zulaufenden Serie der deutschen MPA-Breguet Atlantic fünf Flugzeuge und ließ sie in den USA vom Unternehmen E-Systems (heute Raytheon) mit einem SIGINT-System ausrüsten. Die USA sicherten sich nach den Foreign Military Sales (FMS) vertraglich auf Lebenszeit das Eigentum und die Modellpflege an der SIGINT-Ausrüstung und auch an den Aufklärungsergebnissen. Die deutschen Betreiber sind auch heute noch verpflichtet (wenn auch nur noch eher traditionell), alle aufgeklärten Kontakte und Erkenntnisse an die USA zu übermitteln. Änderungen am System dürfen von Deutschland nicht ohne Zustimmung der USA vorgenommen werden; bei länger währenden Arbeiten am Flugzeug muss zuvor die Ausrüstung in den USA ausgebaut werden, bevor das Flugzeug zur Überholung an Dornier (heute EADS) zurückgeflogen werden kann.

Eine Alternative zu diesen Bestimmungen wäre die Durchführung der Überwachungseinsätze entlang der innerdeutschen Grenzen durch die NATO und die USA ohne deutsche Beteiligung gewesen, was der seinerzeit wiedererlangten (Teil-)Souveränität der Bundesrepublik widersprochen hätte.
Aufgrund der Verschiedenartigkeit der aufzuklärenden Systeme bei Luftwaffe oder Marine des Ostens bestanden bei Einsätzen entlang der Grenze über Land und See die Auswertungsmannschaften entsprechend aus Marine- oder Luftwaffenangehörigen.
Mit dem Ende des Kalten Krieges und der Vertrauensbildung durch die KSZE-Verträge war die eigentliche Einsatzaufgabe überholt. Die heutige Hauptaufgabe sind die Einsatzunterstützung bei der Erfassung elektromagnetischer Signale zur Erstellung eines elektronisch generierten Lagebildes (Electronic Order of Battle) und auch Such- und Rettungseinsätze (SAR). Diese Aufgabe verlangt durch die sofortige Auswertung und Weitergabe der Aufklärungsergebnisse an die Einsatzzentrale eine aktive Teilnahme und viel Erfahrung der Operateure an Bord. Für den COMINT-Empfang und deren Aufklärung müssen die Operateure an Bord die Fremdsprachen mit deren Mundarten verstehen.

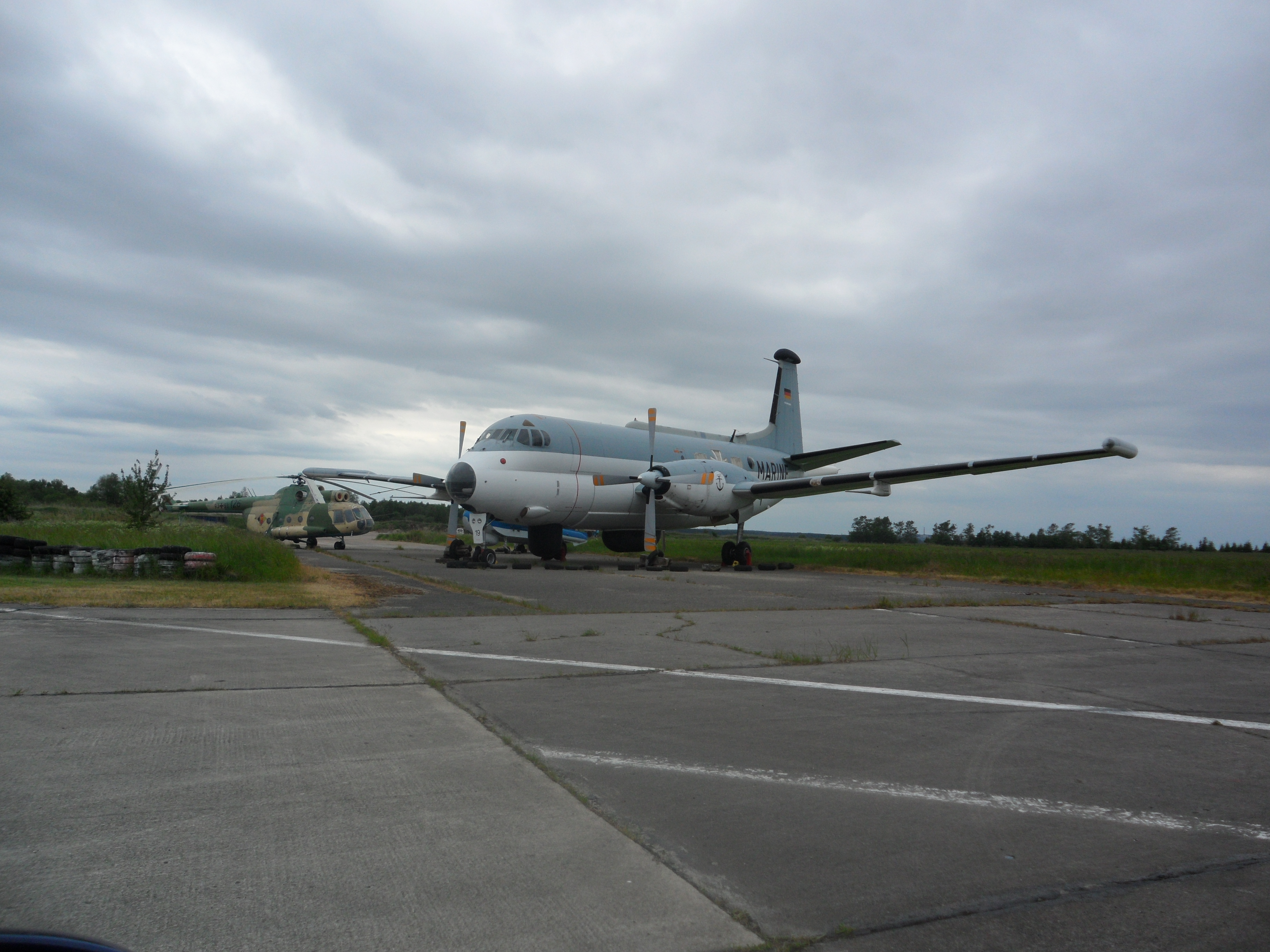
61+19 auf dem Flugplatz Peenemünde

Die letzte der fünf Maschinen des Typs BR 1150 M (61+03) absolvierte ihren letzten Flug am 20. Juni 2010 und beendete damit eine mehr als 40-jährige Ära in der Deutschen Marine. Die 61+02 wurde bereits 1992 ausgemustert, die 61+18 Mitte März 2005 nach der Ausmusterung in Erding beim LwInsthRgt 1 verschrottet, die 61+19 wurde am 15. Dezember 2006 zum Flugplatz Peenemünde für das dortige Museum überführt und die 61+06 dient seit dem 21. Oktober 2009 als Gate Guard des Aeronauticum Nordholz.
Die daraus entstandene und seit nunmehr 15 Jahren bestehende Fähigkeitslücke der Bundeswehr im Hinblick auf die luftgestützte signalerfassende Aufklärung soll durch das Projekt PEGASUS geschlossen werden.

## Unterschiede zur MPA-Version
Äußerlich fallen am Flugzeug ein längliches Radom im Waffenschacht und geänderte Pods an den Tragflächenenden auf. Im Aufklärungsflug öffnet das Flugzeug die Abdeckungen des Waffenschachts bis zur „freien Sicht“ des Radoms. Die Öffnungen des Bojenwerfers sind nicht vorhanden, jedoch ist das Radom am Bug weiter sichtbar. Ob das bei der MPA-Version darin befindliche Radar genutzt wird, ist somit nicht erkenntlich.

Im Inneren der Kabine dürften die Konsolen der MPA-Version mit anderen Anzeigen und Geräten für ELINT und COMINT bestückt sein. Bei längeren Flügen befinden sich zwei Besatzungen von Operateuren an Bord, weil die Aufmerksamkeit des Operators durch die Konzentration auf die Geräte nach etwa drei Stunden so rapide nachlässt, dass eine Ruhepause notwendig wird.
Gerade deshalb sollte dieses Waffensystem durch die unbemannte EuroHawk abgelöst werden. Hier werden die Sensorergebnisse in Echtzeit über Datenlink an Bodenstationen übertragen und können dann durch eine Vielzahl von jederzeit ablösbaren und ausgeruhten Spezialisten ausgewertet werden.

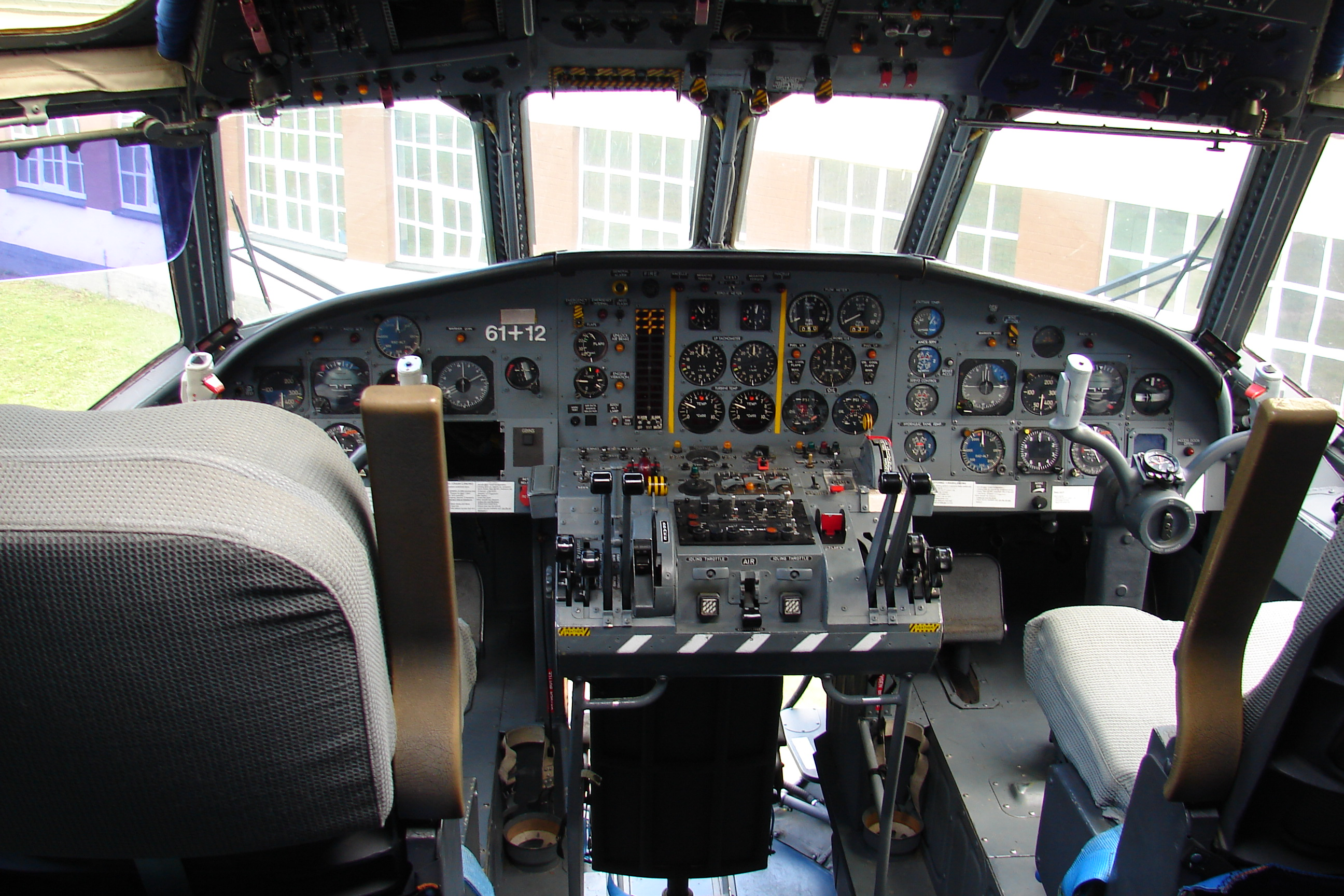
Cockpit Breguet Atlantic 61+12 Flugwelt Altenburg-Nobitz

## Technische Daten
Die technischen Leistungsdaten entsprechen denen der MPA-Version. Die höhere Anzahl an Besatzungsmitglieder erklärt sich mit der doppelten Mannschaft der Auswerter an Bord.
| Kenngröße             | Daten Breguet 1150 Atlantic                |
| --------------------- | ------------------------------------------ |
| Besatzung             | bis 17 Personen                            |
| Länge                 | 31,7 m                                     |
| Spannweite            | 36,3 m                                     |
| Rumpfhöhe             | 4 m                                        |
| Rumpfbreite           | 2,90 m                                     |
| Leermasse             | 24.000 kg                                  |
| max. Startmasse       | 43.200 kg                                  |
| Triebwerk             | 2 Turboprops Rolls-Royce RTY.20 Tyne Mk 21 |
| Leistung              | je 4.500 kW                                |
| Höchstgeschwindigkeit | 650 km/h                                   |
| Marschgeschwindigkeit | 570 km/h                                   |
| Dienstgipfelhöhe      | 9.145 m                                    |
| Reichweite            | 8.000 km                                   |
| max. Einsatzdauer     | 18 h                                       |